# Music Corporation of America
Music Corporation of America fue una empresa estadounidense de comunicación que englobaba música y televisión. Actualmente esta renombrada como Universal Studios.

## Historia
Jules Stein fundó en 1924 la Music Corporation of America (MCA) en Chicago, Illinois. Stein anduvo a caballo entre músico y agente musical mientras terminaba sus estudios de medicina en la universidad.
MCA abrió una oficina en Los Ángeles, California, en 1937 y se hizo con la agencia de Nueva York Hayward-Deverich en 1945, lo que le valió el título de la primera agencia de talentos en los Estados Unidos. En aquellos tiempos MCA tenía actores como Ronald Reagan y Jane Wyman.
En 1946, la empresa cambia de presidente. Stein deja su lugar a Lew Wasserman. Tres años más tarde, MCA inicia su aventura televisiva creando MCA TV. En 1954 los beneficios de MCA TV eran mucho más importantes que los de la agencia de caza-talentos. En 1958, MCA TV compró los derechos de transmisión de todas las películas de Paramount Studios producidas antes de 1948. MCA firma programas tan exitosos de la televisión norteamericana como “Alfred Hitchcock Presenta” y “Déjaselo a Beaver” en los años 50 “Coach” y “Law & Order” en los 90.
Hacia 1962, MCA se ve envuelta en un pleito, ya que llegaron quejas en las que se denunciaba que MCA sólo contrataba talentos de su propia empresa. El Departamento de Justicia de los Estados Unidos ordenó a MCA elegir: o la agencia de talentos o la productora. MCA éligió la productora. Dos años más tarde MCA abre las puertas de sus estudios a los turistas, lo cual significa un importante éxito y una verdadera innovación a la hora de explotar las instalaciones a los turistas.
En los años 70 y 80, MCA produjo películas de enorme éxito en taquilla como Tiburón o E.T., el extraterrestre. En 1990 la compañía crea el parque temático de Orlando, Florida. Musicalmente, MCA adquirió ABC Records y sus filiales, Paramount Records, Impulse Records, Dot Records and Dunhill Records. A mediados de los 80 compró Motown Records y en 1990, Geffen Records.
Matsushita Corporation of Japan adquirió MCA en 1991. Pero en 1995, alegando “diferencias culturales”, Matsushita vendió el 80% de MCA a Seagram.
En 1996 MCA fue renombrada Universal Studios, para aúnar a todas las corporaciones y crear una seña de identidad global entre ellas.